# Jonny Blanc
Jonny Blanc, född 10 juli 1939 i Lessebo, död 26 december 2011, var en svensk opera- och operettsångare (tenor).

## Biografi
Blanc studerade vid Musikhögskolan i Stockholm 1960–1962, och inledde sina studier som baryton. En tid spelade han även talteater på Odeonteatern för Knäppupp i Stockholm. Han debuterade som Ali Schiavo i L’honnesta negli amore av Alessandro Scarlatti på Drottningholmsteatern 1966. Efter ett år i Oslo var han anställd på Operan i Stockholm som tenor under 1967–1989. Där var hans första roll Dimitrij i Boris Godunov. Andra roller han gjorde var Florestan i Fidelio, Cavaradossi i Tosca, Jim Mahoney i Mahagonny, Steva i Janáčeks Jenůfa, don José i Carmen och Danilo i Glada änkan.
Han gästspelade på både svenska och nordiska scener och i länder som Tyskland, Frankrike, Spanien, Portugal, England, Skottland och USA. Han var lyrisk chef på Malmö Stadsteater 1986–1990, chef för operasektionen vid Operan 1992–1995 och rektor vid Operahögskolan 1995–2001.

## Priser och utmärkelser
- 1974 – Jussi Björlingstipendiet
- 2000 – H.M. Konungens medalj, 8:e storleken i Serafimerordens band

## Teater och opera

### Operaoller (urval)
| Rollfigur         | Opera                              | Kompositör           | Datum och år      | Plats                 |
| ----------------- | ---------------------------------- | -------------------- | ----------------- | --------------------- |
| Ali Schiavo       | L’honnesta negli amore             | Alessandro Scarlatti | 1966              | Drottningholmsteatern |
| Dmitrij           | Boris Godunov                      | Modest Musorgskij    | 1970              | Kungliga Operan       |
| Jim Mahoney       | Staden Mahagonnys uppgång och fall | Kurt Weill           | 25 september 1970 | Kungliga Operan       |
| Cavaradossi       | Tosca                              | Giacomo Puccini      |                   | Kungliga Operan       |
| Florestan         | Fidelio                            | Ludwig van Beethoven | 1970              | Kungliga Operan       |
| Siegmund          | Valkyrian                          | Richard Wagner       | 1972              | Norges nationalopera  |
| Steva             | Jenůfa                             | Leoš Janáček         | 1972              | Kungliga Operan       |
| Don José          | Carmen                             | Georges Bizet        | 1973              | Kungliga Operan       |
| Herman            | Spader Dam                         | Pjotr Tjajkovskij    | 1973              | Kungliga Operan       |
| Konung Gustaf III | Maskeradbalen                      | Giuseppe Verdi       | 1976              | Kungliga Operan       |
| Eisenstein        | Läderlappen                        | Johann Strauss d.y.  |                   | Kungliga Operan       |
| Edvin             | Csardasfurstinnan                  | Emmerich Kálmán      | 1981              | Oscarsteatern         |
| Danilo            | Glada änkan                        | Franz Lehár          | 1984              | Oscarsteatern         |

### Teaterroller
| År   | Roll | Produktion                                                                          | Regi                                        | Teater       |
| ---- | ---- | ----------------------------------------------------------------------------------- | ------------------------------------------- | ------------ |
| 1963 |      | Pyjamasleken George Abbot, Richard Bisell, Richard Adler, Jerry Ross                | Carl-Gustaf Kruuse af Verchou Mille Schmidt | Idéonteatern |
| 1965 | Hero | En kul grej hände på väg till Forum Stephen Sondheim, Burt Shevelove, Larry Gelbart | Gösta Bernhard                              | Idéonteatern |

## Diskografi
- Un certo ruscelletto per vi ur operan Il mondo della luna av Joseph Haydn. Duett med Birgit Nordin. På CD-samlingen Drottningholms Slottsteater 1922-1972. Caprice CAP 21512.
- Danilo i Merry Widow (Glada änkan) av Franz Lehár. Med Catherine Wilson, Patricia Hay och David Hillman. Scottish Opera Chorus och Scottish Philharmonia under ledning av Alexander Gibson. Classics for Pleasure 1980.

## Videoklipp
- Jonny Blanc sjunger ”En kväll på Montmartre”. Ur Skogman efter noter från 1982